# Canby, Minnesota
Canby là một thành phố thuộc quận Yellow Medicine, tiểu bang Minnesota, Hoa Kỳ. Năm 2010, dân số của thành phố này là 1795 người.

## Dân số
- Dân số năm 2000: 1903 người.
- Dân số năm 2010: 1795 người.